# Robert Alexy
Pour les articles homonymes, voir Alexy.
Robert Alexy, né le 9 septembre 1945 à Oldenbourg (RFA), est un juriste et philosophe du droit, aujourd'hui professeur à l'université de Kiel et membre, depuis 2002, de l'Académie des sciences de Göttingen. 
Il est l'auteur de la Théorie des droits fondamentaux.

## Biographie
Alexy a obtenu son doctorat en droit et philosophie à l'université de Göttingen en 1976, avec une thèse intitulée Une théorie de l'argumentation juridique. Il obtint sa thèse d'habilitation en 1984 (Théorie des droits constitutionnels).
L'un des principaux défenseurs du principe de proportionnalité en tant que principe raisonnable de délibération distinct du calcul utilitariste coût/bénéfices , sa théorie de l'argumentation le rapproche des théories dites « interprétationnistes » (interpretivism), partagées par exemple par R. Dworkin. En revanche, sa définition du droit tente d'établir une voie médiane entre le positivisme de Kelsen et le jusnaturalisme de Radbruch.
En 2010 il a été récompensé par la croix d'officier de l'ordre du Mérite de la République fédérale d'Allemagne. 

## Publications
- Theorie der juristischen Argumentation. Die Theorie des rationalen Diskurses als Theorie der juristischen Begründung (1983).
  - Translated by Neil MacCormick as A Theory of Legal Argumentation: The Theory of Rational Discourse as Theory of Legal Justification (Clarendon, 1989).
- Theorie der Grundrechte (1985; second edition 1994).
  - Translated by Julian Rivers as "A Theory of Constitutional Rights" (Oxford University Press, 2002).
- Mauerschützen (1993)
- Recht, Vernunft, Diskurs (1995)
- Der Beschluß des Bundesverfassungsgerichts zu den Tötungen an der innerdeutschen Grenze vom 24. Oktober 1996 (1999)
- Begriff und Geltung des Rechts (2002)
- The Argument from Injustice: A Reply to Legal Positivism. Translated by Stanley Paulson and Bonnie Litschewski Paulson (Oxford University Press, 2002).
- Elemente einer juristischen Begründungslehre (2003)

## Distinctions
- Croix d'officier de l'ordre du Mérite